# Archie Stark
Archibald « Archie » McPherson Stark, né le 21 décembre 1897 à Glasgow et mort le 27 mai 1985 à Kearny, est un footballeur américain.

## Biographie
Né en Écosse, il déménage avec sa famille aux États-Unis quand il a treize ans. Il commence alors à jouer au football.
Un an plus tard il rejoint les Kearny Scots. À la fin de l'année 1915, il rejoint le club de Babcox et Wilcox.
Pendant la Première Guerre mondiale, il doit interrompre temporairement sa carrière de footballeur pour rejoindre l'armée de terre des États-Unis, et sert en France.
Attaquant particulièrement prolifique, il marqua de son empreinte les ligues américaines National Association Football League et American Soccer League au cours des années 1920 et 1930. International, il marque cinq buts en deux sélections avec l'équipe des États-Unis en 1925.
Archie Stark est connu pour avoir marqué 70 buts en une saison toutes compétitions confondues en 1924-1925 sous les couleurs du club américain de Bethlehem Steel. Ce qui constituait le record mondial jusqu'à ce que Lionel Messi le dépasse lors de la saison 2011-2012 avec 73 buts inscrits,.